# Manuel Bandeira

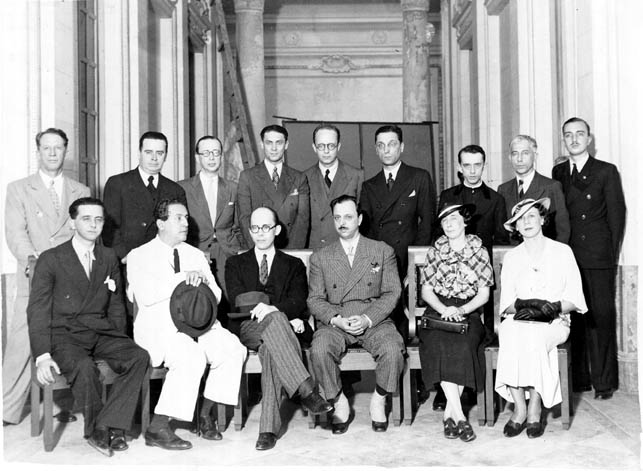
De pie: Manuel Bandeira (tercero por la izquierda), Alceu Amoroso Lima (quinto) y Hélder Câmara (séptimo); sentados (de izquierda a derecha), Lourenço Filho, Roquette-Pinto y Gustavo Capanema. Río de Janeiro, 1936.

Manuel Carneiro de Sousa Bandeira Filho (Recife, Pernambuco; 19 de abril de 1886-Río de Janeiro, 13 de octubre de 1968) fue un poeta, crítico literario y traductor brasileño, perteneciente a la llamada "Generación de 1922", o primera generación del Modernismo brasileño. Su poema Os Sapos abrió la Semana de Arte Moderno de São Paulo en 1922. Junto con escritores como João Cabral de Melo Neto, Paulo Freire, Gilberto Freyre y José Condé, es uno de los autores literarios más importantes del estado de Pernambuco.

## Biografía
Hijo del ingeniero Manuel Carneiro de Sousa Bandeira y de su esposa Francelina Ribeiro, era nieto por parte de padre de Antônio Herculano de Sousa Bandeira, abogado, profesor de la Facultad de Derecho de Recife y diputado general en la 12.ª legislatura. Dos de sus tíos fueron figuras destacadas: João Carneiro de Sousa Bandeira, que fue abogado, profesor de Derecho y miembro de la Academia Brasileña de Letras; y Antônio Herculano de Sousa Bandeira Filho, hermano mayor del ingeniero Sousa Bandeira, abogado, procurador de la corona, autor de una importante obra jurídica y Presidente de las provincias de Paraíba y Mato Grosso.
Su abuelo materno era Antônio José da Costa Ribeiro, abogado y político, diputado general en la 12.ª legislatura. Costa Ribeiro es el abuelo citado en el poema Evocação do Recife. Su casa en la rua da União es mencionada en el poema como "la casa de mi abuelo". En Río de Janeiro, a donde viajó con su familia, a causa de la profesión del padre, ingeniero civil del Ministerio da Viação, estudió en el Colegio Pedro II (Gimnasio Nacional, como había sido llamado por los primeros republicanos). Fue alumno de Silva Ramos, de José Veríssimo y de João Ribeiro, y tuvo como condiscípulos a Álvaro Ferdinando Sousa da Silveira, Antenor Nascentes, Castro Menezes, Lopes da Costa y Artur Moses.
En 1902 se trasladó a São Paulo, donde inició la carrera de arquitectura, que debió interrumpir en 1904 a causa de la tuberculosis. Para tratarse pasó temporadas en varias localidades brasileñas de clima seco. Con la ayuda del padre, que reunió los ahorros de la familia, entre 1916 y 1917 viajó a Suiza, al Sanatorio de Clavadel, en el que conoció al poeta francés Paul Éluard, que se encontraba también internado allí.
Sus primeros libros, A cinza das horas (1917) y Carnaval (1919) se mantenían dentro de una estética postsimbolista. En 1922, cuando se organizó la Semana de Arte Moderno en Sao Paulo, Bandeira residía en Río de Janeiro, pese a lo cual envió un poema, "Os Sapos", que fue leído en el marco de las actividades de la Semana por Ronald de Carvalho y tuvo un gran éxito. Bandeira era sin embargo menos rupturista en sus ideas estéticas que otros poetas modernistas, como Mário de Andrade u Oswald de Andrade.
Manuel Bandeira falleció de hemorragia gástrica a los 82 años de edad, en Río de Janeiro, y fue sepultado en el Mausoleo de la Academia Brasileña de Letras, en el Cementerio São João Batista de la misma ciudad.

## Obras

### Poesía
- A Cinza das Horas - Jornal do Comércio - Río de Janeiro, 1917.
- Carnaval - Río de Janeiro,1919.
- O Ritmo Dissoluto - Río de Janeiro, 1924.
- Poesía (A cinza das Horas, Carnaval, Ritmo Dissoluto) - Río de Janeiro, 1924.
- Libertinagem - Río de Janeiro, 1930.
- Estrela da noite - Río de Janeiro, 1936.
- Poesías Escolhidas - Río de Janeiro, 1937.
- Poesías Completas - Río de Janeiro. Incluye todos los libros anteriores y el nuevo Lira dos Cinquent'anos).
- Poemas Traduzidos - Río de Janeiro.

### Prosa
- Crônicas da Província do Brasil - Río de Janeiro, 1936
- Guía de Ouro Preto, Río de Janeiro, 1938
- Noções de História das Literaturas - Río de Janeiro, 1940
- Autoría das Cartas Chilenas - Río de Janeiro, 1940
- Apresentação da Poesia Brasileira - Río de Janeiro, 1946
- Literatura Hispano-Americana - Río de Janeiro, 1949
- Gonçalves Dias, Biografía - Río de Janeiro, 1952
- Itinerário de Pasárgada - Jornal de Letras, Río de Janeiro, 1954
- De Poetas e de Poesía - Río de Janeiro, 1954
- A Flauta de Papel - Río de Janeiro, 1957
- Itinerário de Pasárgada - Livraria São José - Río de Janeiro, 1957
- Andorinha, Andorinha - José Olympio - Río de Janeiro, 1966
- Itinerário de Pasárgada - Editora del Autor - Río de Janeiro, 1966
- Colóquio Unilateralmente Sentimental - Editora Record - RJ, 1968
- Seleta de Prosa - Nova Fronteira - RJ
- Berimbau e Outros Poemas - Nova Fronteira - RJ

### Antologías
- Antologia dos Poetas Brasileiros da Fase Romântica, N. Fronteira, RJ
- Antologia dos Poetas Brasileiros da Fase Parnasiana - N. Fronteira, RJ
- Antologia dos Poetas Brasileiros da Fase Moderna - Vol. 1 , N. Fronteira, RJ
- Antologia dos Poetas Brasileiros da Fase Moderna - Vol. 2, N. Fronteira, RJ
- Antologia dos Poetas Brasileiros Bissextos Contemporâneos, N. Fronteira, RJ
- Antologia dos Poetas Brasileiros - Poesía Simbolista, N. Fronteira, RJ
- Antologia Poética - Editora do Autor, Rio de Janeiro, 1961
- Poesía do Brasil - Editora do Autor, Rio de Janeiro, 1963
- Os Reis Vagabundos e mais 50 crônicas - Editora do Autor, RJ, 1966
- Manuel Bandeira - Poesía Completa e Prosa, Ed. Nova Aguilar, RJ
- Antologia Poética (nova edição), Editora N. Fronteira, 2001

### En coautoría
- Quadrante 1 - Editora do Autor - Río de Janeiro, 1962 (com Carlos Drummond de Andrade, Cecília Meireles, Dinah Silveira de Queiroz, Fernando Sabino, Paulo Mendes Campos e Rubem Braga)
- Quadrante 2 - Editora do Autor - Río de Janeiro, 1963 (com Carlos Drummond de Andrade, Cecília Meireles, Dinah Silveira de Queiroz, Fernando Sabino, Paulo Mendes Campos e Rubem Braga)
- Quatro Vozes - Editora Record - Río de Janeiro, 1998 (com Carlos Drummond de Andrade, Rachel de Queiroz e Cecília Meireles)
- Elenco de Cronistas Modernos - Ed. José Olympio - RJ (com Carlos Drummond de Andrade, Rubem Braga
- O Melhor da Poesia Brasileira 1 - Ed. José Olympio - Río de Janeiro (com Carlos Drummond de Andrade e João Cabral de Melo Neto)

### Traducciones
- O Auto Sacramental do Divino Narciso de Sor Juana Inés de la Cruz, 1949.
- Maria Stuart, de Schiller, 1955.
- Macbeth, de Shakespeare, y La Machine Infernale, de Jean Cocteau, 1956.
- June and the Paycock, de Sean O'Casey, y The Rainmaker, de N. Richard Nash, 1957
- The Matchmaker (A Casamenteira), de Thornton Wilder, 1958.
- Don Juan Tenorio, de Zorrilla, 1960.
- Mireille, de Fréderic Mistral, 1961.
- Prometeu e Epimeteu de Carl Spitteler, 1962.
- Der Kaukasische Kreide Kreis, de Bertolt Brecht, 1963.
- O Advogado do Diabo, de Morris West, e Pena Ela Ser o Que É, de John Ford, 1964.
- Os Verdes Campos do Eden, de Antonio Gala; A Fogueira Feliz, de J. N.Descalzo, y Edith Stein na Câmara de Gás de Frei Gabriel Cacho, 1965.
- Rubaiyat de Omar Khayyam, Tecnoprint, Rio de Janeiro, 1966.

### Selección y edición
- Sonetos Completos e Poemas Escolhidos de Antero de Quental.
- Obras Poéticas de Gonçalves Dias, 1944.
- Rimas de José Albano, 1948.
- Cartas a Manuel Bandeira, de Mário de Andrade, 1958.

### Sobre el autor
- Homenagem a Manuel Bandeira, 1936
- Homenagem a Manuel Bandeira (edición facsímil), 1986
- Bandeira a Vida Inteira - Edições Alumbramento, Río de Janeiro, 1986 (contiene un disco con poemas leídos por el autor).
- Os Melhores Poemas de Manuel Bandeira (selección de Francisco de A. Barbosa) - Editora Global - Río de Janeiro
- Manuel Bandeira: Uma Poesía da Ausência. De Yudith Rosebaum. São Paulo: Edusp/Imago, 1993.

#### Multimedia
- CD "Manuel Bandeira: O Poeta de Botafogo" - Grabaciones inéditas hechas por el poeta y por Lauro Moreira, con fondo musical de piezas de Camargo Guarnieri, interpretadas por el pianista Belkiss Carneiro Mendonça, 2005.